# Chata Predná Holica
Chata Predná Holica nebo také Chata Lajoška je horská chata ve Slovenském rudohoří ve Volovských vrších. 
Chata je oblíbeným turistickým cílem obyvatelů Košic. Stojí v nadmořské výšce 908 m n. m. V blízkosti chaty se nachází malá kaple, která byla postavena v r. 1912.

## Historie
První chata na Prednej Holici vznikla v roce 1914. V roce 1925 byly zbytky původní chaty odstraněny a byla postavena nová chata. Když v r. 1929 zemřel Ludvík Konrád, na jehož popud byla chata obnovena, na jeho počest získala chata jeho jméno. Odtud pochází její lidový název Lajoška - z maďarského Lajos (maďarsky Ludvík). Po Vídeňské arbitráži vrch Přední Holica a tedy i chata připadla Maďarsku. Během druhé světové války chatu střídavě obsazovali partyzáni a fašisté. V prosinci 1944 maďarští vojáci chatu vyhodili do vzduchu. Nová chata byla dostavěna v roce 1951. 

## Přístup
Na chatu lze dojít z více směrů po značených cestách: z Jahodné, z Vyšného Klátova, ze Zlaté Idky, Opátky, Hýľova nebo z Košické Belé. Na chatu lze dojít také neznačenou cestou údolím potoka pod Jahodnou.